# Cal Caselles (el Vendrell)
Cal Caselles, o casa Caselles, és un edifici del nucli històric del Vendrell d'estil modernista d'arrel popular construït a principi del segle XX per la família Casellas, un dels grans propietaris del Vendrell. L'edifici està inclòs en l'Inventari del Patrimoni Arquitectònic de Catalunya..

## Descripció
Es tracta d'una casa de tres plantes amb estucat esgrafiat, balcons a dos carrers (al carrer de la Muralla i al de les Garrofes) i separades per cornises. La planta principal té un gran balcó de línies còncaus convexes que s'estén per tota l'amplada de la façana. La porta balconera és decorada per motllures. La segona planta consta d'un balcó central amb barana de ferro i dues finestres a cada costat, ambdues coses són rematades per motllures i contra-relleus que presenten motius vegetals i florals. Pel que fa al terrat consta d'una barana molt singular: tres trams de balustres s'alternen amb tres capcers decorats amb fulles. Ressalta el sinuós remat de la façana, el qual és compost per una barana de pedra separada per tres cossos rematats per una profusa decoració de motius vegetals. Els baixos han estat molt modificats i tenen un espai per a un establiment comercial.
Als anys 20 del segle passat, als baixos, hi havia una perruqueria on un jove Josep Colomer Ametller va començar a treballar com a aprenent amb el perruquer Juan Casellas qui amb el temps es convertiria amb el seu sogre.